# 北辺田
北辺田（きたべた）は、千葉県印旛郡栄町の大字。郵便番号270-1511。

## 地理
北は茨城県河内町布鎌、北東は矢口神明、東は矢口、南東は興津、南は麻生、西は須賀、北西は茨城県河内町平三郎に隣接している。

## 世帯数と人口
2017年（平成29年）11月1日現在の世帯数と人口は以下の通りである。
| 大字   | 世帯数  | 人口  |
| ------ | ------- | ----- |
| 北辺田 | 104世帯 | 272人 |

## 小・中学校の学区
町立小・中学校に通う場合、学区は以下の通りとなる。
| 地域 | 小学校             | 中学校         |
| ---- | ------------------ | -------------- |
| 全域 | 栄町立北辺田小学校 | 栄町立栄中学校 |

## 施設
- 栄町立北辺田小学校
- 北辺田青年館
- 天満宮
- 琴平神社
- 大六天神社
- 蓮常寺
- 西寺
- 北辺田矢口揚排水機場

## 交通

### バス
- 栄町循環バス[5]
  - 安食循環ルート[6][7]
    - （矢口） - 31北辺田消防機庫前 - 32天満宮前 - 33北辺田前原 - （須賀）

### 道路
- 国道
  - 国道356号